# オリエンタルモーター
オリエンタルモーター株式会社（英文社名 ORIENTAL MOTOR）は、精密小型モーターおよび制御用電子回路などの開発、製造、販売を行っている会社である。

## 沿革
- 1885年 創始者倉石保太郎が東京日本橋で電気器具の製造・販売を始める。
- 1909年 1/8馬力単相整流子電動機の試作に成功。
- 1922年 A2型1/6馬力整流子電動機を開発。
- 1940年 単相1/30馬力同期電動機を開発。
- 1950年 台東区小島町に「東洋電動機株式会社」を設立。
- 1951年 出力5Wの同期電動機を開発。
- 1953年 社名をオリエンタルモーター株式会社に変更。初めてファンモーターを開発。
- 1957年 戦後徐々に揃えた「標準品」を積極販売し始める。（22種類）
- 1960年 本社ビル完成。
- 1962年 豊四季事業所（現技術研究所：千葉県柏市）操業開始。
- 1966年 AC小型標準モーターのロングセラーである「Kシリーズ」を開発。
- 1967年 本社を千葉県柏市に移転。
- 1969年 高松事業所操業開始。
- 1971年 初めてのモーター制御回路としてブレーキパックを開発。
- 1974年 鶴岡事業所・土浦事業所操業開始。スピードコントロールモーター/速度制御回路を開発。
- 1976年 ステッピングモーターを開発。
- 1978年 アメリカに現地法人を設立。
- 1981年 5相ステッピングモーター/制御回路を開発。
- 1982年 ドイツに現地法人を設立。シンガポールに現地生産会社を設立。
- 1983年 ブラシレスDCファンを開発。
- 1984年 ACサーボモーター/制御回路を開発。
- 1985年 鶴岡東事業所操業開始。5相ステッピングモーターと制御回路をユニット化したUPDシリーズを開発。
- 1986年 オリエンタルモーター株式会社とオリエンタルモーター販売株式会社が合併。
- 1987年 Kシリーズを全面改良したNewKシリーズを発売。
- 1988年 本社を東京上野に移転。千葉県柏市に技術研究所を設立。柏事業所操業開始。
- 1990年 防塵・防水モーターを開発。
- 1991年 電動シリンダ、電動スライダ、専用コントローラを開発。
- 1992年 高トルク5相ステッピングモーターと制御回路をユニット化したUPKシリーズ発売。
- 1995年 鶴岡西事業所操業開始。
- 1996年 相馬事業所操業開始。
- 1998年 新世代ステッピングモーターユニットαSTEPを開発。安全規格適合、グローバル電圧対応AC小型標準モーターWKシリーズ発売。
- 1999年 薄型ハイパワーDCブラシレスモーター「AX□」タイプを開発。
- 2000年 最新のモーター駆動技術を採用したステッピングモーター、RKシリーズを発売。
- 2001年 静音化技術「BOS」を採用したVシリーズを発売。
- 2002年 さらなる高トルクを実現したステッピングモーターPKシリーズ標準Pタイプ発売。
- 2003年 香港支店を設立。中国強制製品認証制度（CCC制度）認証品ACモーター発売。
- 2004年 高松オリエンタルモーター株式会社を設立。上海に現地法人を設立。東京支社、大阪支社、名古屋支社にショールームを開設。
- 2005年 タイに現地法人を設立。DC入力5相ステッピングモーターユニットCRKシリーズ発売。デジタルオペレーター搭載ブラシレスDCモーターユニットBLFシリーズ発売。